# Хаветофтлойт
Хаветофтлойт (нем. Havetoftloit) — бывшая община в Германии, в земле Шлезвиг-Гольштейн. 
Входит в состав района Шлезвиг-Фленсбург. Подчиняется управлению Затруп.  Население составляет 922 человека (на 31 декабря 2010 года). Занимает площадь 14,89 км².
С 1 марта 2013 года Рюде, Затруп и Хаветофтлойт объединены в муниципалитет Миттелангельн.